# Sukeban Shachou Rena
Sukeban Shachou Rena (女番社長レナＷｉｉ 猫社長、つかえる社員大募集。?) è un videogioco rompicapo per Wii sviluppato e pubblicato da Jorudan e pubblicato solo in Giappone nel 2009. È inoltre l'ultimo gioco noto a essere pubblicato dalla Jorudan.

## Modalità di gioco
Il gioco consiste nel superare dei minigiochi, adoperati dal gatto Rena, amministratore delegato della compagnia multinazionale di Cat Queen e mascotte di un blog fittizio dal nome di Nekopunch, per mettere alla prova il giocatore (che vestirà i panni di un essere umano in cerca di lavoro). I controller di gioco necessari sono il Wii Remote ed il Nunchuk.

## Accoglienza
Sukeban Shachou Rena è stato stroncato dalla critica ed è considerato uno dei giochi peggiori che siano mai usciti su Wii, detenendo lo scarso record di vendite di circa 2000 copie, di cui almeno 100 nella prima settimana d'uscita, ragione per cui non è mai stato pubblicato al di fuori del Sol Levante. Il gioco è stato elogiato per la sua storia umoristica, ma criticato per la qualità dei minigiochi e la mancanza di contenuti.
La rivista giapponese Famitsū lo ha votato con un 22 su 40.